# Balkanidy
Balkanidy (srbsky Балканиди/Balkanidi, bulharsky Балканиди) je název pro soubor pohoří táhnoucích se západovýchodním směrem z východního Srbska přes střední Bulharsko až k Černému moři a do evropské části Turecka. Z geomorfologického hlediska tvoří subsystém Alpsko-himálajského systému. Osu a nejvyšší část Balkanid tvoří pohoří Stara planina (Стара планина, česky Staré pohoří) nebo též Balkán (toto slovo je tureckého původu a znamená nízké zalesněné pohoří). Vrchoviny v severním podhůří nesou společný název Předbalkán (Предбалкан) a jsou většinou zřetelně tektonicky odděleny od Dolnodunajské nížiny. Jižní podhůří, oddělené od hlavního hřebene spletí kotlin, se nazývá Sredna gora (Средна гора, nebo též Средногорие). Jeho svahy spadají do Hornothrácké nížiny (Горнотракийска низина), která vede jihovýchodním směrem a na bulharsko-řecko-tureckém trojmezí opouští Bulharsko. K jihovýchodu se stáčí i Srednogorie, které má ve východním Bulharsku zanedbatelnou nadmořskou výšku, ale u tureckých hranic se znova zvedá masívem Strandža (turecky İstranca dağları, též Yıldız dağları).
Balkanidy navazují na Srbské Karpaty. Hranice mezi oběma subsystémy není geologická, proto se prameny rozcházejí v otázce, kudy má být vedena. Srbští geografové vesměs považují hřebeny Ozren, Devica a Rtanj severně od Niše ještě za součást Karpat a hranici vedou údolím řek Timok, Svrljiški Timok po město Svrljig a odtud do údolí Nišavy k Niši. Podle jiných pramenů je Ozren a Devica už součástí Balkanid (hranice vede po spojnici měst Stalać – Sokobanja – Knjaževac), jiní do Karpat neřadí ani Rtanj.
Na jihozápadě na Balkanidy navazují horstva Rodopské soustavy. Tato hranice naopak je geologicky motivovaná: Rodopy jsou vybudovány z velmi starých hornin Trácko-makedonského masívu a nepatří tedy ani do Alpsko-himálajského systému. V terénu je nicméně hranice Rodopid málo zřetelná. Patří sem dno tzv. Vardarské jizvy (údolí Vardaru, Južné a Veliké Moravy), přiléhající hornatiny na jeho západní straně (sahá na severu až k Juhoru, který spadá do Panonské pánve) a od Niše i na východní straně. Nišská kotlina i hřeben Seličevica jižně od Niše patří pod Rodopidy. Suva planina (Suchá hora, jihovýchodně od Niše) a Svrljiške planine patří pod Balkanidy. Součástí rodopské soustavy je Ruj planina na bulharských hranicích, ze starých hornin je vybudovaná i Vitoša jižně od Sofijské kotliny. Dále na východ už jsou oba systémy zřetelněji odděleny Hornothráckou nížinou.
Na tureckém území terén postupně klesá a u İstanbulu je dokonce zatopen mořem (průliv Bospor). Na protějším, již asijském břehu na něj navazují Pontské hory (též Pontidy), které se pak táhnou na východ podél tureckého pobřeží Černého moře až k Arménské vysočině.